# Биба, Мария Дмитриевна
Мари́я Дми́триевна Би́ба, в девичестве Гончаро́ва (5 января 1932 год, село Кладовое, Губкинский район, Белгородская область — 18 января 2000 года, Горловка, Донецкая область) — передовик производства, старший аппаратчик Горловского химического комбината имени Серго Орджоникидзе Донецкой области. Герой Социалистического Труда (1971). Депутат Верховного Совета УССР 8 — 9 созывов.

## Биография
Родилась 5 января 1932 года в крестьянской семье в селе Кладовое Губкинского района Белгородской области. Получила неполное среднее образование. С 1948 года работала учётчицей в колхозе. В 1951 году переехала в Горловку, где устроилась на работу в аммиачный цех азотнотукового завода имени Серго Орджоникидзе (с 1965 года — химический комбинат и с 1967 года — производственное объединение «Стирол»). Работала помощницей машиниста компрессора и аппаратчиком. Проработала на этом предприятии 35 лет.
В 1964 году вступила в КПСС. Участвовала в работе XXIV съезда КПСС. Избиралась депутатом Верховного Совета УССР. В 1971 году была удостоена звания Героя Социалистического Труда.
После выхода на пенсию проживала в Горловке, где скончалась 18 января 2000 года.

## Память
- В Горловке на доме, где проживала Мария Биба, установлена мемориальная табличка[1].

## Награды
- Герой Социалистического Труда (1971)
- Орден Ленина